# Fabian von Auerswald
Fabian von Auerswald (* 1462 — 1540) foi autor da obra "A Arte do Combate", publicada em 1537 em Wittenberg, com ilustrações de Lucas Cranach, o Velho (1539), sobre a prática de lutas e esportes  sendo uma das obras mais antigas que tratam desse assunto. As oitenta e cinco peças que constituem essa obra foram escritas em homenagem a João Frederico, Eleitor da Saxônia, onde Fabian von Auerswald passou boa parte de sua vida.

## Publicação
- Ringer Kunst, funf und Achtzig Stücke (A Arte do Combate, oitenta e cinco ilustrações) publicada por Hans Lufft, em Wittenberg em (1539)